# William Poromaa
William Poromaa est un fondeur suédois, né le 23 décembre 2000 à Malmberget.

## Biographie

### Carrière sportive
Membre du club Åsarna IK, il apparaît dans des courses de la FIS lors de la saison 2016-2017, remportant ses premières courses cet hiver même.
Il dispute deux éditions des Championnats du monde junior, se classant au mieux neuvième du trente kilomètres en 2019 et 2020.
En Coupe du monde, il fait ses débuts en mars 2019 à Falun (55e) et marque ses premiers points lors du Nordic Opening 2020-2021 à Ruka, où il termine 17e pour sa première course par étapes. Plus tard dans la saison, il est onzième de deux  courses avec un format de quinze kilomètres classique à Falun et Engadine. 2021 est l'année de sa première sélection pour des championnats du monde à Oberstdorf, où il s'illustre sur les courses individuelles : deux fois neuvième et une fois douzième et prend la quatrième place du relais. Il a aussi fini quatrième du quinze kilomètres libre aux Championnats du monde des moins de 23 ans à Vuokatti.

### Famille
Il est le fils de Anette Fanqvist et Larry Poromaa, aussi skieurs de haut niveau.
Il est le petit-ami de la fondeuse Frida Karlsson.

## Palmarès

### Championnats du monde
| Épreuve / Édition        | Sprint                           | Sprint                           | 15 km                            | 15 km                            | Skiathlon 2 × 15 km | 50 km                     | Relais | Relais                    |
| Épreuve / Édition        | libre                            | classique                        | libre                            | classique                        | Skiathlon 2 × 15 km | 50 km                     | Sprint | 4 × 10 km                 |
| Mondiaux 2021 Oberstdorf | Épreuve inexistante à cette date | -                                | 9e                               | Épreuve inexistante à cette date | 9e                  | 12e                       | -      | 4e                        |
| Mondiaux 2023 Planica    | Épreuve inexistante à cette date |                                  | Épreuve inexistante à cette date |                                  |                     | Médaille de bronze, monde |        |                           |
| Mondiaux 2025 Trondheim  |                                  | Épreuve inexistante à cette date |                                  | Épreuve inexistante à cette date |                     | Médaille d'argent, monde  |        | Médaille de bronze, monde |

```

```

Légende :
- : pas d'épreuve
- — : n'a pas participé à l'épreuve

### Coupe du monde
- Meilleur classement général : 33e en 2021.
- 6 podiums individuel : 1 victoire, 1 deuxième place et 4 troisièmes places.
- 2 podiums en épreuve par équipes mixte : 1 victoire et 1 troisième place.

#### Course par étapes
- Tour de Ski : 
  - 1 podium

#### Classements détaillés
| Saison / Épreuve | Général | Général | Distance | Distance | Sprint | Sprint | Tour de ski depuis 2007 | Finales depuis 2008 | Nordic Opening depuis 2011 |
| ---------------- | ------- | ------- | -------- | -------- | ------ | ------ | ----------------------- | ------------------- | -------------------------- |
| Saison / Épreuve | Place   | Points  | Place    | Points   | Place  | Points | Tour de ski depuis 2007 | Finales depuis 2008 | Nordic Opening depuis 2011 |
| 2021             | 33e     | 184     | 27e      | 119      | 81e    | 5      | 23e                     | -                   | 17e                        |

#### Détail des victoires
| Épreuve / Édition | 10 km | 10 km     | 20 km | 20 km       | Skiathlon 20 km | 50 km | Tour de ski ou Finales ou Nordic Opening |
| Épreuve / Édition | libre | classique | libre | classique   | Skiathlon 20 km | 50 km | Tour de ski ou Finales ou Nordic Opening |
| 2024-2025         |       |           |       | Les Rousses |                 |       |                                          |